# منجم هايسان
منجم هايسان Hyesan mine هو أحد أكبر المناجم في كوريا الشمالية والعالم.
يقع المنجم في شمال البلاد في إقليم ريانغانغ.
تقدر احتياطيات المنجم من المعادن: 3.07 مليون أونصة من الذهب، 921.6 مليون أونصة من الفضة، 160 مليون طن من النحاس، وبها احتياطيات أيضا من الرصاص والزنك.